# Fuente Latina
Fuente Latina es una organización sin ánimo de lucro creada en diciembre de 2012, con sede en Jerusalén (Israel). El objetivo de esta entidad es ejercer de puente entre el Medio Oriente y los países de habla hispana. Su misión es la de divulgar a los ciudadanos de habla hispana, a través de su colaboración con los medios de comunicación latinos, la actualidad y el contexto de Israel y el resto de países de la región del Medio Oriente con un tratamiento justo y equilibrado. Fuente Latina se configura como una organización independiente que ofrece información en español sobre Israel y el Medio Oriente a periodistas y destacados funcionarios políticos en América Latina y el mundo de habla hispana. Fuente Latina desarrolla su actividad sin fines de lucro y no está afiliada a ningún gobierno. 

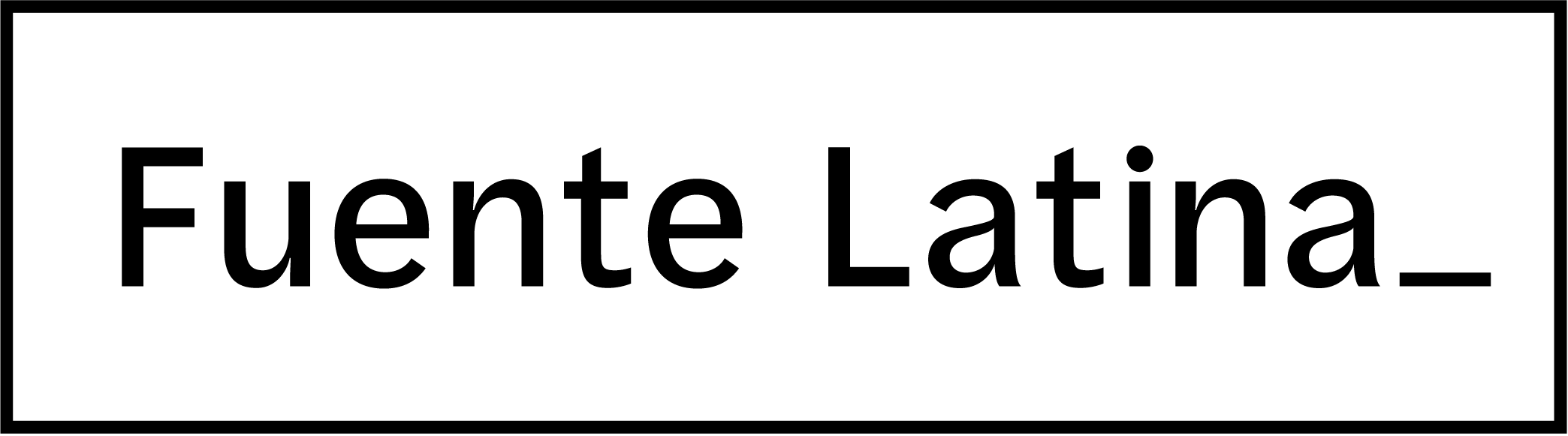
Logo Fuente Latina

## Sedes
La oficina central de Fuente Latina se encuentra en Israel, en su capital, Jerusalén. La organización abrió oficinas en Madrid (España) y Miami (Estados Unidos) para facilitar la gestión de una activa red global de expertos de habla hispana, especializados en la región del Medio Oriente, y proporcionar información y análisis a los medios en español. Cualquier periodista, medio de comunicación e institución pública o privada de América Latina o España puede contactar con Fuente Latina para facilitar su labor informática o de apoyo logístico relacionada con Israel o el Medio Oriente. 
Fuente Latina nace en diciembre de 2012 como respuesta a la creciente demanda informativa sobre esta región del mundo y con el objetivo de facilitar un mayor acceso en español a la actualidad de esta región, especialmente a partir de acontecimientos tan relevantes como han sido la Operación Pilar Defensivo, las Primaveras Árabes o el creciente desafío de Irán a la comunidad internacional con su programa nuclear.
El equipo de Fuente Latina está liderado por Leah Soibel, fundadora de esta iniciativa y una de las mayores especialistas en español de los asuntos diplomáticos de Israel y el Medio Oriente, asidua colaboradora en destacados medios de comunicación de América Latina. 

## Misión
La misión declarada de Fuente Latina, según su fundadora, Leah Soibel, es defender una imagen equilibrada e independiente de Israel y el conjunto de países que conforman el Medio Oriente, y se plantean como meta el establecimiento de una relación fluida con los profesionales de la comunicación del mundo hispano para incrementar la cobertura y promover la correcta difusión de la realidad que rodea a esta región.
Medios como Infobae (Argentina), Univisión (EE. UU.), El Nuevo Herald (EE. UU.), El Espectador (Colombia) o Perfil (Argentina) se apoyan asiduamente en Fuente Latina, una organización que colabora con más de 5.000 periodistas de habla hispana en todo el mundo.